# Метроном в Праге
Пражский метроном (Pražský metronom) — метроном, установленный на возвышенности в районе Голешовице в Праге.

## История создания
В 1991 году в Праге на время проведения Всеобщей Чехословацкой выставки на месте памятника Сталину на старый пьедестал было решено поставить гигантский метроном. По замыслу автора, архитектора Вратислава Карела Новака, движение метронома высотой в 24 метра над Прагой должно было подчеркнуть неумолимость бега времени. Длина штанги составила 20 метров. Согласно первоначальному плану, по окончании выставки метроном должен был быть демонтирован, но затем городские власти решили оставить достопримечательность.
Эпизод с метрономом показан в сериале «Спрут» (шестой сезон), где его движение и тоскливый звук, похожий на звук судового колокола, дополняют сцену и суть диалога агента Милоша и итальянского полицейского Ликаты. В то время площадь выглядела не так: на ней стояли скамейки и были оборудованы места для гуляния. Потом всё было демонтировано, и некоторое время площадка была заброшена, а метроном не работал.
Сейчас площадка является излюбленным местом отдыха пражских скейтбордистов.

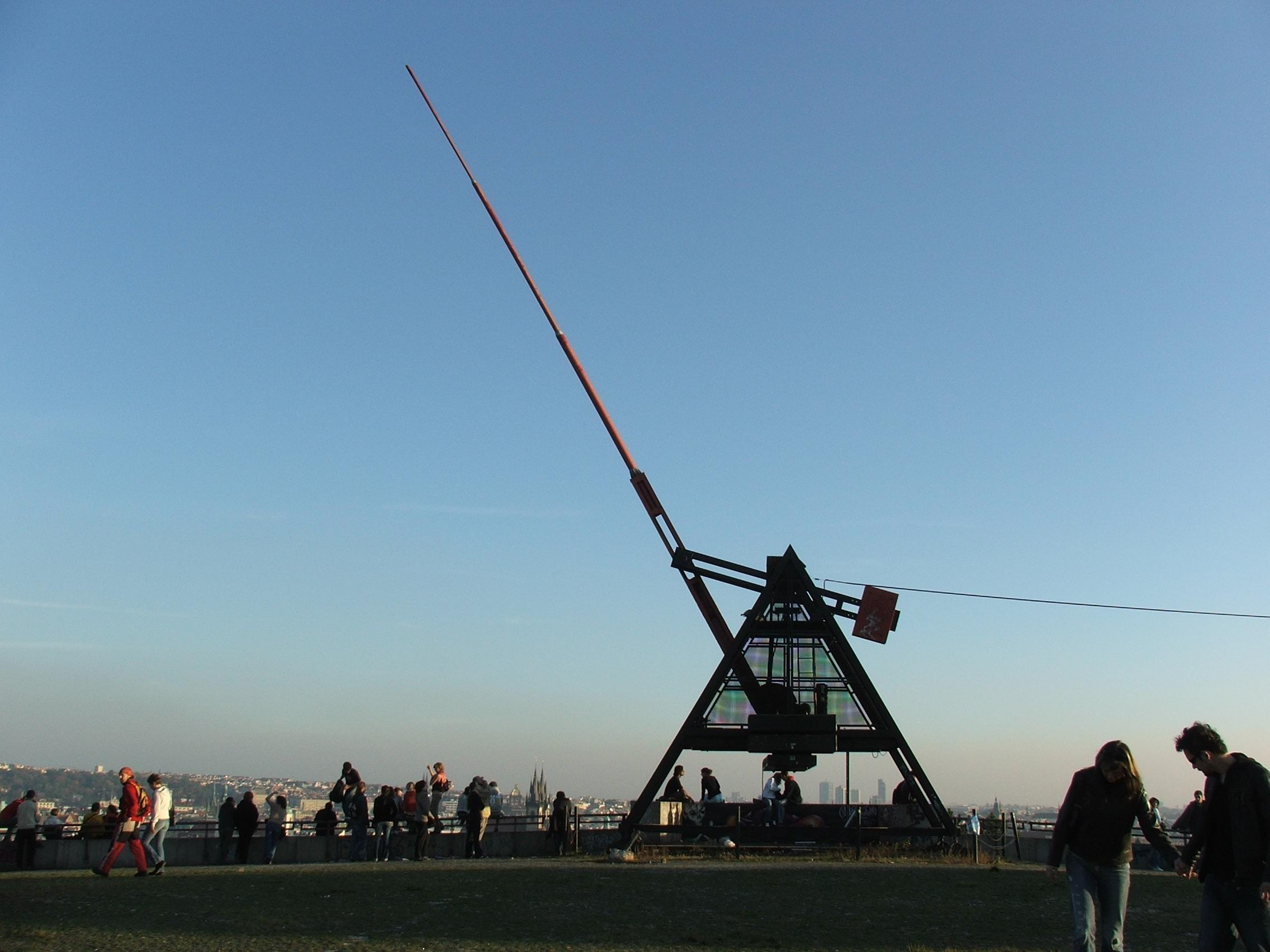
Метроном на месте памятника
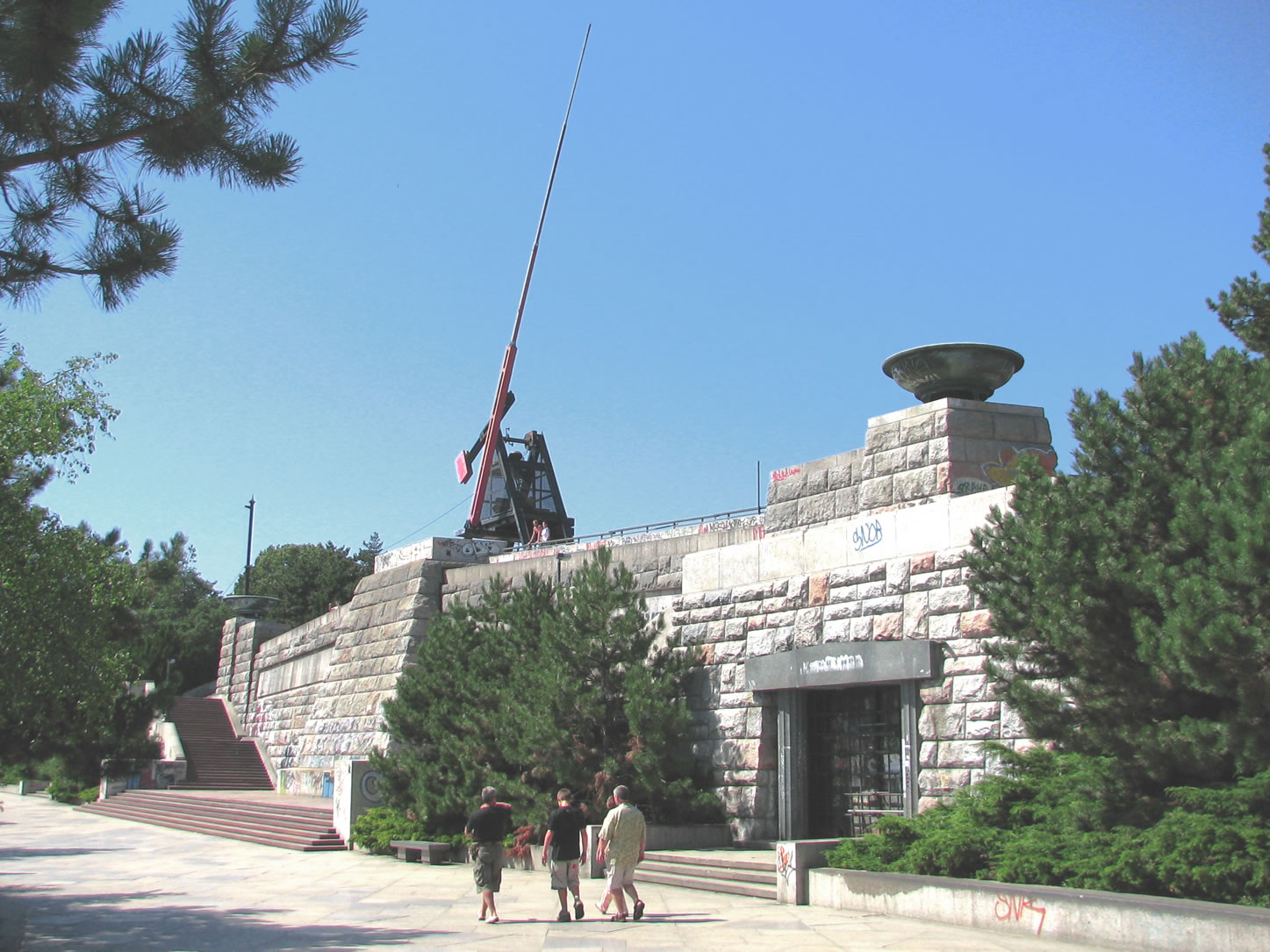
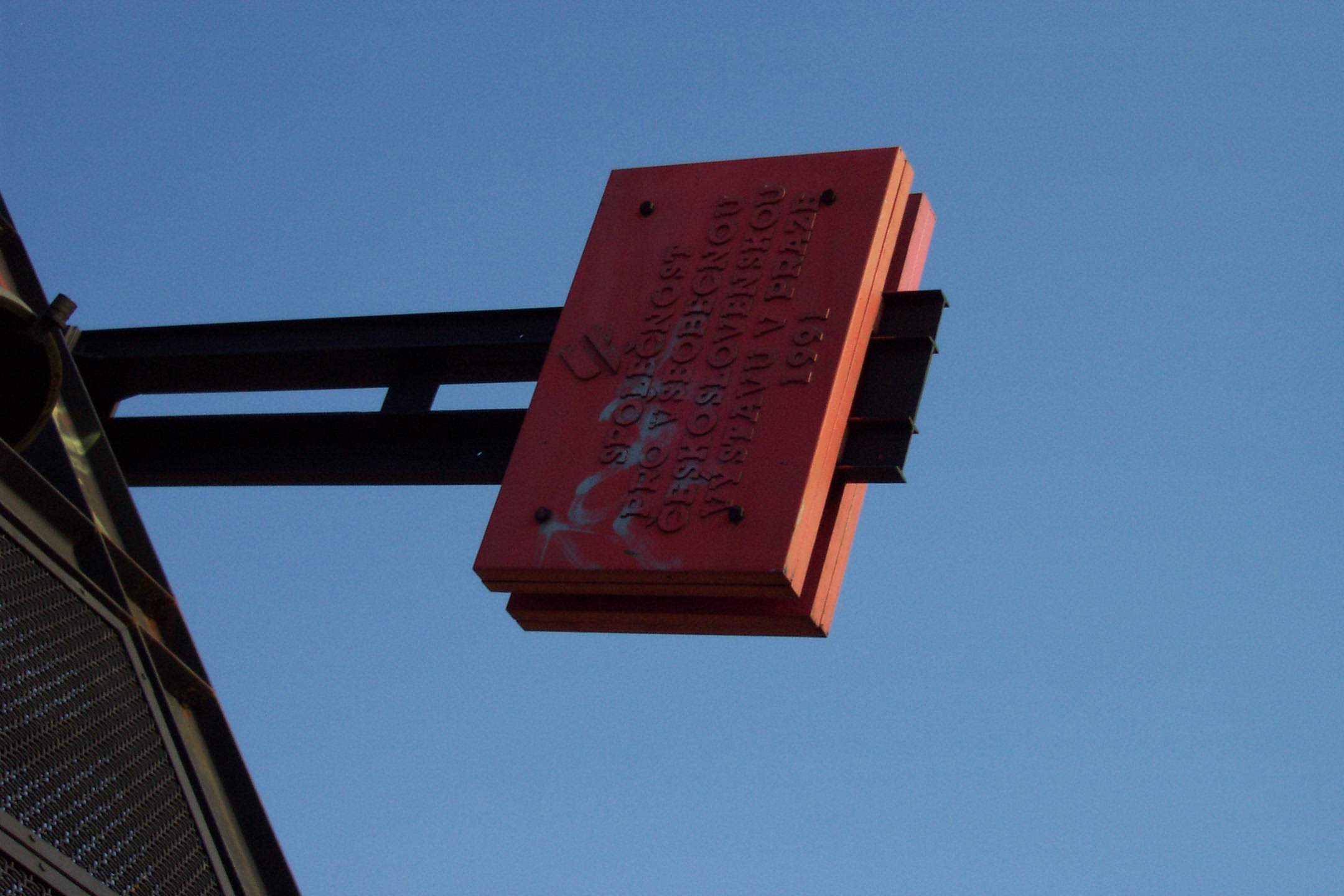